# Leireken Lager Bio
Leireken Lager Bio is een Belgisch biologisch pilsbier.
Het bier wordt gebrouwen in Brouwerij Strubbe te Ichtegem in opdracht van Thylbert. Het is een blond bier met een alcoholpercentage van 5,2%, biologisch en glutenvrij.